# Spinterogeno

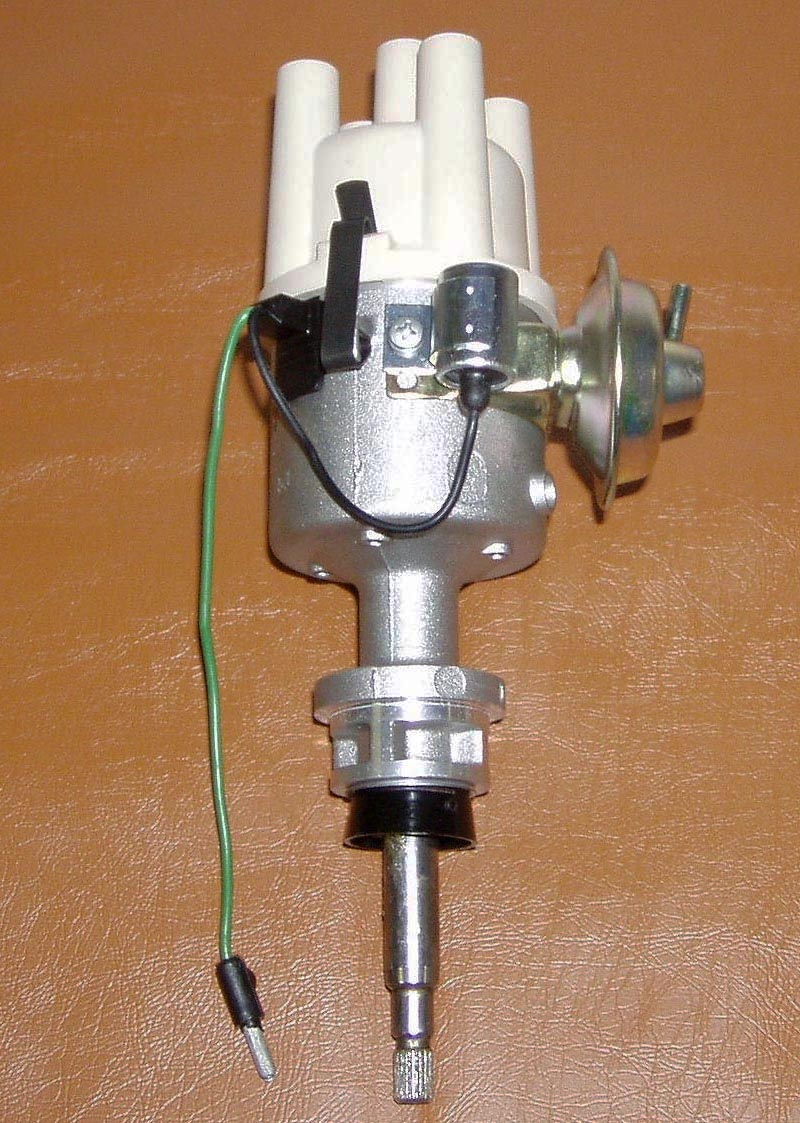
Spinterogeno per un motore da auto quadricilindrico. In alto la calotta, subito sotto il condensatore e a destra il depressore di regolazione dell'anticipo.

Lo spinterogeno è un dispositivo elettromeccanico atto a generare la scintilla (arco elettrico di forma filiforme) per l'accensione della carica all'interno delle camere di scoppio del motore ad accensione comandata; questo sistema è stato usato prima dell'introduzione delle centraline elettroniche.
Nelle automobili alimentate a gasolio (diesel) lo spinterogeno non è necessario in quanto l'accensione avviene per contatto del combustibile con l'aria riscaldata per compressione e non è comandata da scintille.
Con spinterogeno si intende l'insieme dei componenti necessari alla generazione della scintilla nelle varie camere di scoppio e non come spesso erroneamente si pensa, il solo sistema di distribuzione o regolazione dei tempi di fasatura dell'accensione.

## Componenti
Nella struttura più classica a scarica induttiva (la più diffusa) questi componenti sono essenzialmente:
- Resistore ballast: resistenza in grado di variare in base alla corrente che la attraversa
- Avvolgimento primario: induttanza del circuito primario
- Avvolgimento secondario: induttanza del circuito secondario
- Ruttore: interruttore elettro-meccanico montato in parallelo con il condensatore
- Condensatore
- Distributore: sistema di smistamento della scintilla alle differenti candele delle diverse camere di combustione
- Candela/e: componente costituito da 2  elettrodi tra i quali scocca la scintilla.

## Funzionamento spinterogeno a carica induttiva
Lo spinterogeno è costituito internamente da distinte sezioni, che svolgono le seguenti funzioni:

### Commutazione

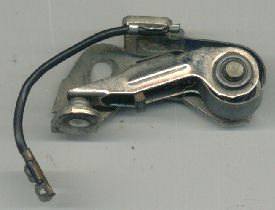
Le puntine che aprono e chiudono il contatto.

Si effettua tramite una camma che ruota solidale al distributore e in fase (con leggero anticipo in base alla fasatura dell'accensione) con l'albero motore.
La camma agisce sul ruttore determinando l'apertura e chiusura dello stesso e dando origine al risonatore RLC e alla tensione variabile ai capi dell'induttore primario.
A causa dell'autoinduzione prodotta nella bobina il contatto è soggetto alla formazione di scintille ad un ritmo di centinaia al secondo; in un motore quattro tempi a 4 cilindri al regime di 6 000 giri (dove ci sono due scintille a rotazione), le puntine si aprono 200 volte ogni secondo, mentre per un motore analogo, ma a due tempi le puntine si aprono 400 volte ogni secondo. Per ridurre l'usura i contatti sono rivestiti di platino, inoltre in parallelo è posto un condensatore volto a ridurre l'arco voltaico che si forma al momento dell'apertura dei contatti e che forma un circuito oscillante LC con la bobina.

### Distribuzione

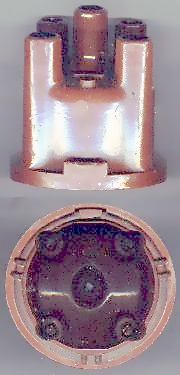
Calotta di uno spinterogeno per un motore quadricilindrico (con 4 contatti per le candele)

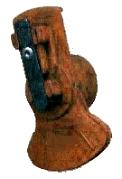
Contatto rotante distributore

La distribuzione è presente solo su motori pluricilindrici con bobina tradizionale (la bobina a scarica persa permetteva di non usare il distributore sui motori a due cilindri), dove ha lo scopo di dare un ordine d'invio dell'impulso di alta tensione alla candela del cilindro in cui deve avvenire l'accensione.
Questa sezione è costituita da un contatto centrale a carboncino (che riceve la tensione dalla bobina) del tipo rotante in sincronia con l'albero motore, che durante la rotazione sfiora una serie di contatti in rame disposti circolarmente che si trovano all'interno della calotta, i quali sono collegati in uscita dalla calotta alle diverse candele secondo la sequenza di accensione.
La sezione si trova nella parte superiore dello spinterogeno, in modo che i contatti di ingresso e di uscita ad alta tensione ricavati nella calotta isolante, un tempo in bachelite e più recentemente in resina termoplastica, siano ben isolati dalla massa metallica.
Questo sistema genererà un'ulteriore scintilla nello spinterogeno di caratteristiche ben diverse da quella nella camera di combustione, in quanto a temperatura e pressioni decisamente inferiori. La richiesta di tensione è di circa 5-7kV (mentre nella camera di combustione sono richiesti circa 20kV) e quindi il circuito di accensione dovrà essere dimensionato per garantire la formazione di entrambe le scintille.
In alcuni mezzi da competizione la calotta veniva munita di un piccolo magnete per stabilizzare la scarica elettrica e migliorare l'efficienza del contatto rotante.

### Anticipo

Curva d'anticipo di uno spinterogeno

Quando la velocità di rotazione del motore è elevata, è necessario inviare l'impulso di accensione alle candele con un certo anticipo per ottenere una combustione ottimale.
Per questo motivo nella parte inferiore dello spinterogeno l'albero è interrotto e sono presenti:
- Masse centrifughe rotanti: per effetto della forza centrifuga, all'aumentare della velocità di rotazione le masse si allargano verso l'esterno e attraverso una leva provocano una leggera torsione in anticipo della parte superiore dell'albero, in questo modo ai regimi di rotazione elevati la camma del contatto e il distributore intervengono in anticipo.
- Depressore: serve per variare l'anticipo in base alla richiesta di potenza; funziona grazie alla depressione nel condotto d'aspirazione del motore e sposta il piatto delle puntine in anticipo, sommando la propria azione a quella delle masse centrifughe. Estremamente efficace ai regimi bassi e medi, non lo è altrettanto agli alti, arrivando addirittura a contrastare l'effetto delle masse centrifughe, riducendo l'anticipo. Pertanto il correttore d'anticipo a depressione trova impiego nei motori ove sia richiesta maggior fluidità di funzionamento, mentre il suo uso è controindicato nei motori ad alte prestazioni e da competizione.
- Anticipo a mano: presente nei motori fino agli anni 40, solitamente era costituito da una levetta calettata sul volante, che permetteva di correggere manualmente l'anticipo al momento dell'avviamento del motore o in caso di richiesta di potenza, per esempio nella marcia in salita.

## Svantaggi
La presenza dei contatti, sia della bobina per la distribuzione, rappresentano un punto debole dello spinterogeno, in quanto sono soggetti ad:
- Usura
- Falsi contatti

Causa dello sporco e a dispersione dall'alta tensione a causa dell'umidità.
Le automobili con spinterogeno potevano essere soggette a spegnimento del motore se, per esempio, attraversavano una pozzanghera troppo profonda.

## Vantaggi
A differenza delle moderne tecnologie elettroniche, lo spinterogeno è completamente regolabile e dunque facilmente riparabile e modificabile.

## Spinterogeno elettronico
L'evoluzione dello spinterogeno fu lo spinterogeno elettronico, dove per determinare la posizione dell'albero motore invece di utilizzare le puntine, si ha un contatto elettronico (a volte costituito da un cosiddetto impulsore magnetico), che invece di scaricare il primario della bobina, comanda un transistor o un piccolo interruttore elettronico che a sua volta scarica il primario della bobina.
In questo modo si elimina la scintillazione e si ottiene una commutazione più rapida, con la formazione di scintille più energiche sulle candele.

## Alternative
Invece dello spinterogeno si possono utilizzare

### Le accensioni elettroniche

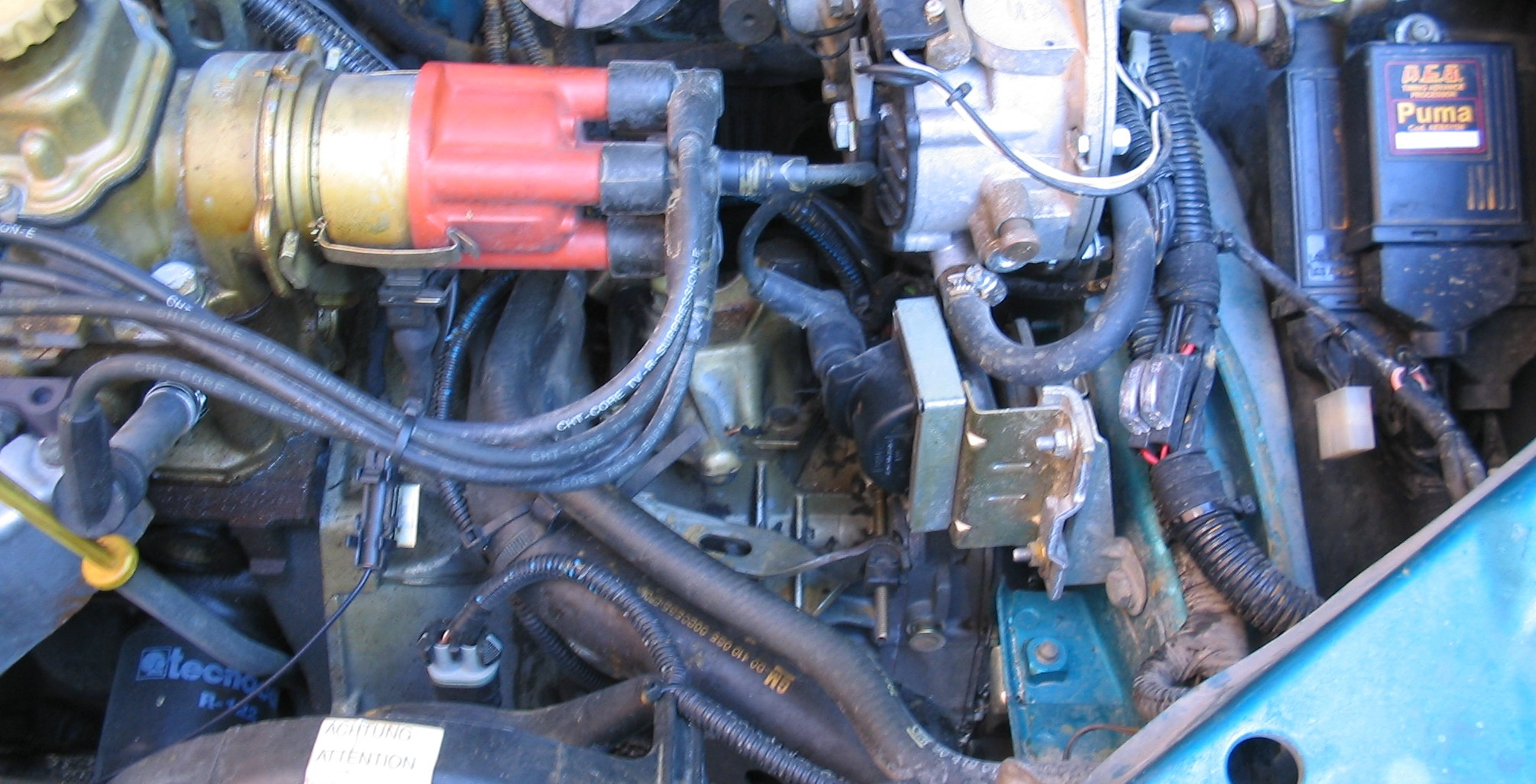
Impianto d'accensione elettronico digitale di un'automobile con distributore e doppia centralina, di cui (quella destra) riguardante l'impianto d'alimentazione a gas naturale, che interviene introducendo un ritardo di accensione.

Negli anni settanta iniziarono a diffondersi soluzioni per ridurre gli svantaggi dello spinterogeno, che poi sfociarono nelle accensioni elettroniche, generalmente accoppiate ad un distributore, dove si ha un segnale d'ingresso costante a un determinato anticipo rispetto al PMS e la centralina che tramite le sue caratteristiche determinava l'anticipo da adoperare, mentre in precedenza era lo spinterogeno a fare questo lavoro.

### Le accensioni digitali
La necessità di controllare più accuratamente la combustione, al fine di aumentare il rendimento energetico e ridurre le emissioni inquinanti, ha spinto all'adozione delle centraline elettroniche digitali per la gestione del motore.

Un microprocessore analizza continuamente diversi parametri del motore, tra cui velocità di rotazione, posizione dell'acceleratore, temperatura e flusso dell'aria comburente e tenore di ossigeno residuo nei gas di scarico dopo il passaggio per il catalizzatore.
In base ai dati in ingresso, oltre a regolare l'afflusso di carburante tramite gli iniettori, invia al momento più opportuno per mezzo di transistor gli impulsi di accensione.

In alcuni veicoli per eliminare anche gli inconvenienti legati alla distribuzione meccanica del distributore, sono impiegate diverse bobine, fino ad una per candela, comandate singolarmente dalla centralina.